# Războiul independenței
Războiul independenței este un film serial istoric românesc din 1977 regizat de Doru Năstase, Sergiu Nicolaescu și Gheorghe Vitanidis. În rolurile principale joacă actorii Amza Pelea, Sebastian Papaiani, Ion Dichiseanu și Sergiu Nicolaescu. Filmul prezintă evenimente din timpul Războiului de Independență al României.

## Părți
- "Deșteptarea României" (regia Gheorghe Vitanidis)
- "Trecerea Dunării" (regia Doru Năstase)
- "Tricolor pe Grivița" (regia Doru Năstase)
- "Epopeea sanitarilor" (regia Gheorghe Vitanidis)
- "Asalt la Rahova" (regia Sergiu Nicolaescu)
- "Căderea Plevnei" (regia Sergiu Nicolaescu)
- "Victoria" (regia Gheorghe Vitanidis")
- "Întoarcerea eroilor" (regia Gheorghe Vitanidis).

## Distribuție
- George Constantin ca Mihail Kogălniceanu
- Amza Pellea ca Gral. Alexandru Cernat
- Mircea Albulescu ca Col. Mihail Cerchez
- Constantin Codrescu ca C.A. Rosetti
- Emanoil Petruț ca Ion Brătianu
- Sebastian Papaiani ca Peneș
- Eugenia Bosînceanu ca Mama lui Peneș
- Octavian Cotescu ca Alec
- Carmen Stănescu ca Soția lui Alec
- Ioana Pavelescu ca Fiica lui Alec
- Alexandru Repan ca Gral. dr. Carol Davilla
- Marcel Anghelescu ca Nicolae Fleva
- Ernest Maftei ca Niță Mocanu
- Iurie Darie ca Mr. Gheorghe Șonțu
- Colea Răutu ca Col. George Slăniceanu
- Mimi Enăceanu
- Romeo Pop ca Teo
- Vlad Rădescu ca Toma Nicoară
- Cezara Dafinescu ca Lady Judith
- Șerban Cantacuzino ca Șeful de cabinet al lui Kogăliceanu
- Ștefan Tapalagă ca Ziarist
- Ștefan Velniciuc ca Lt. Nenițescu
- Vasile Florescu
- Vladimir Găitan ca Slt. Arthur Hartell
- Ovidiu Moldovan
- Mircea Crețu
- Mihai Mereuță
- Papil Panduru
- Timotei Ursu ca Nicolae Grigorescu
- Mircea Cosma ca Gral. Ion Ghica
- Ion Henter
- Sergiu Nicolaescu - Carol I al României
- Cornel Coman ca Marele Duce Nicolae
- Mircea Anghelescu (actor) - Țarul Alexandru al II-lea
- Florin Piersic
- Silviu Stănculescu ca Col. Alexandru Anghelescu
- Vasilica Tastaman
- Nucu Păunescu ca Demnitar rus
- Ștefan Radof
- Dorin Varga ca Demnitar ungur
- Ștefan Sileanu
- Constantin Fugașin ca Ostaș român
- Ileana Popovici ca Gornistul Ciucă
- Gheorghe Cozorici ca Mihai Eminescu
- Ion Dichiseanu ca Osman Pașa
- Dan Ionescu
- Nae Roman
- György Kovács ca Demnitar austriac
- Fory Etterle ca Diplomat francez
- Adrian Georgescu ca Muncitor
- Matei Alexandru
- Boris Ciornei
- Ștefan Iordache
- Ion Marinescu - Comandant turc
- Dem Rădulescu - Spirache Spirescu
- Rodica Mureșan ca Regina Elisabeta

## Producție
În memoriile sale, regizorul Sergiu Nicolaescu a afirmat că Dumitru Popescu a tăiat din acest film aproape toate scenele cu Carol I. Potrivit aceluiași regizor, finalul ultimului episod al acestui serial (realizat de Gheorghe Vitanidis) a fost influențat de intervenția lui Nicolae Ceaușescu, care a dorit ca ultimul episod să se termine în „Epoca de Aur”.